# Луцій Кальпурній Пізон (консул 57 року)
Луцій Кальпурній Пізон (лат. Lucius Calpurnius Piso; 24 — 70) — політичний діяч ранньої Римської імперії, консул 57 року.

## Життєпис
Походив з впливового плебейського роду Кальпурніїв. Син Луція Кальпурнія Пізона, консула 27 року. З 50 року входив до колегій понтифіків та арвальських братів. У 56 році за пропозицією Пізона було прийнято сенатську постанову стосовно обмеження права народних трибунів накладати штрафи. У 57 році обрано консулом разом з імператором Нероном. З 60 до 63 року обіймав посаду куратора водопроводів у Римі. У 62 році Луцію Пізону також було доручено відати збором податків до ерарія.
У 69—70 році як проконсул Пізон керував провінцією Африка. Взимку у Римі поширилися помилкові чутки про те, що він підбурює провінцію до заколоту, хоча насправді нічого подібного не відбувалося. Гай Ліциній Муціан, що контролював Рим в інтересах Веспасіана, спрямував до Пізона центуріона Папірія з дорученням. Обігнавши того у дорозі Клавдій Сагітта повідомив Пізону, що Папірій має наказ його вбити. Після прибуття до Африки Папірій взявся без міри вихваляти Пізона. До нього почали стікатися маси народу. Луцій Кальпурній вирішив, що Папірій таким чином створює привід для звинувачення його у зраді, тому розпорядився його вбити. Дізнавшись про масові заворушення та страту центуріона, Валерій Фест, командувач африканськими легіонами, розцінив це як заколот та стратив Пізона.

## Родина
Дружина — Ліцинія Магна
Діти:
- Кальпурнія
- Луцій Кальпурній Пізон, консул-суффект 97 року.